# Leptathanas
Leptathanas is een geslacht van kreeftachtigen uit de klasse van de Malacostraca (hogere kreeftachtigen).

## Soort
- Leptathanas powelli De Grave & Anker, 2008